# Arthur H. Robinson

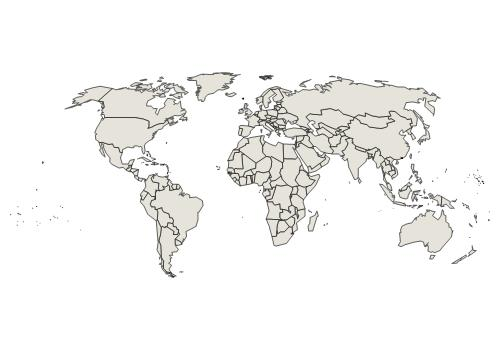
Weltkarte nach A. Robinson

Arthur Howard Robinson (* 5. Januar 1915 in Montreal; † 10. Oktober 2004 in Madison (Wisconsin)) war ein US-amerikanischer Kartograf.
Robinson studierte an der Miami University in Oxford (Ohio) und an der University of Wisconsin–Madison. Im Zweiten Weltkrieg war er beim Office of Strategic Services in Washington, D.C. für das Kartenmaterial verantwortlich, dabei erreichte er den Dienstgrad eines Majors und wurde vom OSS-Direktor für die Legion of Merit vorgeschlagen. Nach dem Krieg wurde er Hochschullehrer an der University of Wisconsin-Madison, 1947 wurde er an der Ohio State University promoviert.
Robinson wurde bekannt für seine verzerrungsarme Darstellung von Weltkarten, die Robinson-Projektion, entwickelt im Auftrag des Kartenverlags Rand McNally. Von 1972 bis 1976 war er Präsident der Internationalen Kartographischen Vereinigung.